# 弗雷德里克·威廉·安德森
弗雷德里克·威廉·安德森（英語：Frederick William Anderson；1905年1月13日—1982年5月2日）是一位英国地质学家和古生物学家。在介形虫领域，他的名字被用来命名安德森循环（Anderson Cycles）。

## 生平
他于1905年1月13日出生在英国利兹，父亲是威廉·斯图尔特·安德森，母亲是爱丽丝·安·霍奇森。他在利兹市学校接受教育。他在利兹大学学习科学，于1925年获得理学学士学位。他继续深造，于1929年获得理科硕士学位。1928年，他开始在南安普顿大学讲授地质学。1935年，他担任英国皇家地质调查局古生物学家。
作为国土军的一员，安德森在第二次世界大战爆发时立即被征召入伍，并加入了皇家汉普郡军团。1941年，他被调到祖克曼研究小组，研究空中炸弹爆炸的影响。他被称为“军事地质学家”，与弗雷德里克·威廉·肖顿和约翰·维克多·斯蒂芬斯一起工作。1943年，他以中校军衔加入皇家空军，并参加了欧洲各地的战斗。1947年，他当选为爱丁堡皇家学会院士。提名他的人包括塔尔伯特·怀特黑德、默里·麦格雷戈、亚瑟·霍尔姆斯、戴维·霍尔丹和詹姆斯·欧内斯特·里奇。
战后他回到英国地质调查局，与詹姆斯·欧内斯特·里奇和维克多·艾尔斯等人一起工作。1953 年，他晋升为首席古生物学家，并继续担任这一职务直至1965年退休。
他与凯瑟琳·安德森结婚。他于1982年5月2日去世。

## 刊物

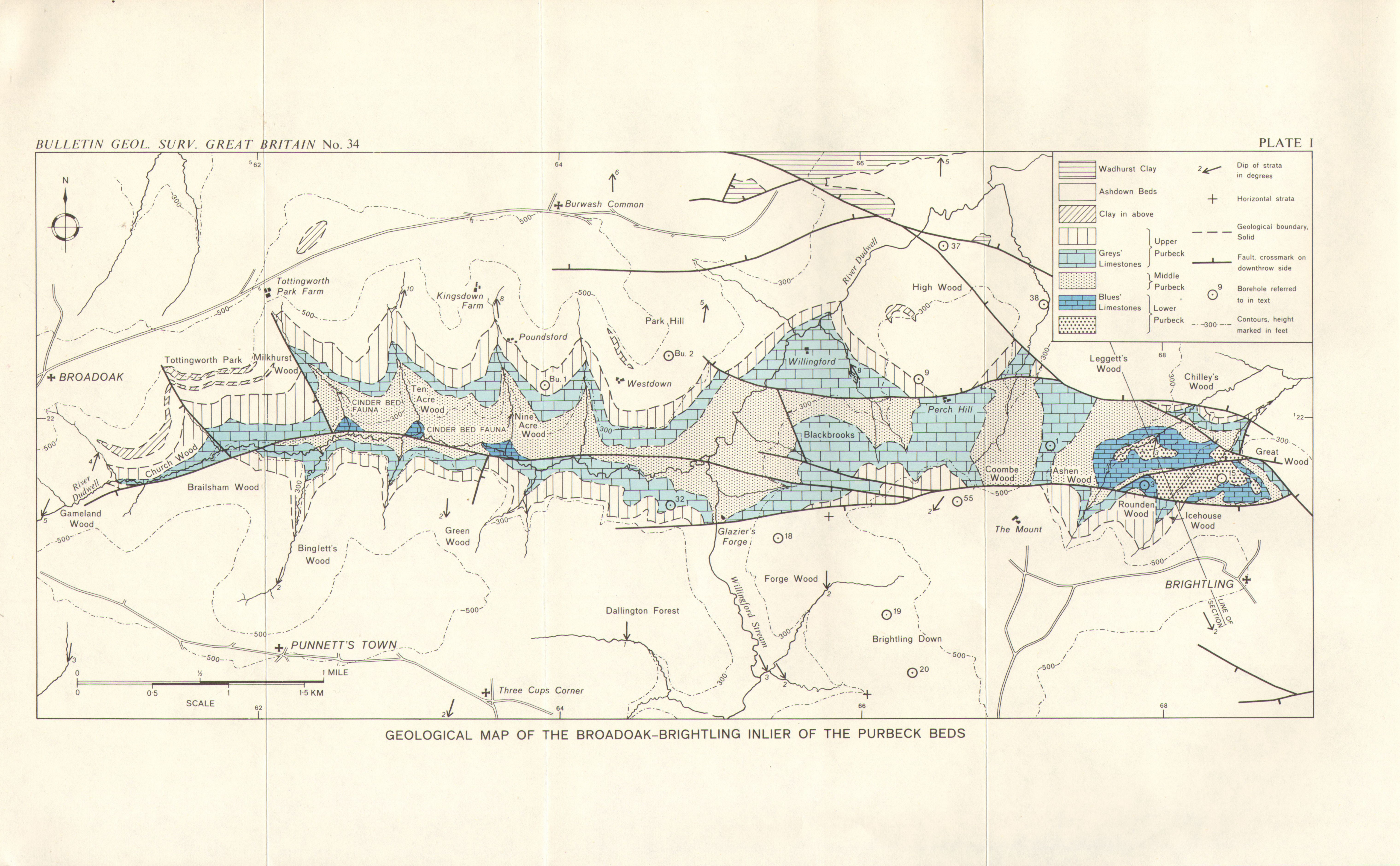
波贝克层布Broadoak-Brightling内层地质图。来自安德森和贝兹利（1971年）

- Anderson, Frederick William; Dunham, Kingsley Charles.  2. H.M. Stationery Office. 1966. ISBN 978-0-11-887412-0. OCLC 1052813047.
- ——.  (PDF). Journal of Micropalaeontology. 1985, 4 (2): 1–67  [2024-04-03]. Bibcode:1985JMicP...4....1A. S2CID 129871398. doi:10.1144/jm.4.2.1. （原始内容存档 (PDF)于2023-09-22）.
- ——; Bazley, R.A.B. . H.M. Stationery Office. 1971.